# Marsdenia olgamarthae
Marsdenia olgamarthae är en oleanderväxtart som beskrevs av W.D. Stevens. Marsdenia olgamarthae ingår i släktet Marsdenia och familjen oleanderväxter. Inga underarter finns listade i Catalogue of Life.